# Куандете, Морис
Иропа Морис Куандете (фр. Iropa Maurice Kouandété; 22 сентября 1932, округ Габа, Французская Дагомея — 7 апреля 2003, Натитингу, Бенин) — бенинский государственный деятель, президент Республики Дагомея, ныне Бенин (1967 и 1969).

## Биография
Представитель народности сомба. Он был двоюродным братом Матье Кереку, который также впоследствии стал президентом Бенина. В 1954 г. поступил на службу во французскую армию, а затем — в Специальную военную школу Сен-Сира во Франции. Вскоре начал конфликтовать с вышестоящими офицерами, среди которых полковники Кристоф Согло и Альфонс Алле, чем завоевал популярность среди младшего офицерского корпуса (представителей севера), однако представители юга стали воспринимать его в качестве врага.
В 1960-е гг. в Дагомее начался процесс интенсивной регионализации и привел к созданию трех фактических племенных зон: север, юго-восток и юго-запад, что отразилось на структуре управления всеми сферами жизни страны. С учетом этого, президент Согло в 1965 г. несмотря на враждебность, назначает его командующим президентской гвардией. Однако уже в следующем году он был отстранен от должности, президент обвинил его в распространении клеветы. В 1967 г. он был назначен главой канцелярии начальника штаба армии Альфонса Амаду Алле, с которым находился в конфликтных отношениях. Это обстоятельство привело к расколу среди дагомейскийх военных. В апреле того же года был назначен вице-президентом Военного «комитета бдительности», созданного для управления администрацией Согло.
17 декабря 1967 г. вместе с Матье Кереку и еще 60 солдатами осуществил военный переворот и захватил власть. Его сторонники хотели, чтобы он остался на этом посту, однако Франция отказалась предоставить помощь Дагомее и не признала Куандете законным главой государства. Два дня спустя, пытаясь урегулировать кризис в Дагомее, он назначил на пост временного президента Альфонса Алле, а сам занял пост премьер-министра. Через полгода оба военных правителя передали власть гражданскому кабинету Эмиля Зинсу. Вскоре был назначен начальником штаба армии.
В 1969 г. он понял, что Зинсу планирует его заменить и сократить численность вооруженных сил. 10 декабря 1969 г. в результате военного переворота он сверг президента. Однако военные его не признали главой государства. Была создана военная директория во главе с Полем-Эмилем де Соузой, в состав которой он вошел. Результаты последующих выборов были отменены, а в состав вновь образованного президентского совета он включен не был. Его назначили помощником освобожденного из тюрьмы Альфонса Алле (которого он сам туда и отправил), возглавившего Вооруженные силы и заместителем министра обороны.
В феврале 1972 г. он опять попытался захватить власть и убить президента де Соузу, однако этот мятеж оказался неудачным. На состоявшемся в мае судебном процессе он был приговорен к смертной казни. Однако после удачного переворота во главе с его двоюродным братом майором Матье Кереку в октябре того же года он был немедленно помилован.
После этого он ушел с военной службы и из политической жизни Бенина.
В 1990 г. был членом национальной конференции, созванной президентом Кереку ввиду плохой экономической ситуации. При президенте Нисефоре Согло подвергался временному аресту.